# Lake Ida (Canterbury)
Der Lake Ida ist ein See im Selwyn District der Region Canterbury auf der Südinsel von Neuseeland.

## Geographie
Der Lake Ida befindet sich rund 2 km ostnordöstlich der bis zu 1445 m hohen Cottons Sheep Range, zwischen dem 1695 m hohen Mount Ida im Norden und dem 1050 m hohen Little Mount Ida im Süden. Der 10,9 Hektar große See erstreckt sich auf einer Höhe von 675 m über eine Länge von rund 800 m in Ost-West-Richtung und misst an seiner breitesten Stelle rund 190 m in Nord-Süd-Richtung. Der Umfang des Sees beträgt rund 1,83 km.
Ein kleiner, rund 3,3 Hektar großer See, der rund 230 m westlich des Lake Ida liegt, war früher Teil des Lake Ida. Auswaschungen und Geröllabgänge eines Bachs des Mount Ida trennten den westlichen Teil vom Lake Ida einst ab.
Gespeist wird der Lake Ida durch einige wenige Bäche. Entwässert wird der See über den Idaburn, der rund 1000 m weiter in den Ryton River mündet und dieser wenig später in den Lake Coleridge.